# بقية بن الوليد
أبو يحمد  بقية بن الوليد بن صائد بن كعب بن حريز الحميري الكلاعي الميتمي الحمصي. (110 هـ - 197 هـ). من أهل حمص، أحد العلماء ومن رواة الحديث عند أهل السنة والجماعة. وكان محدّث الشام في عصره.
كان من أوعية العلم، ومن المكثرين من الرواية. اختلف فيه علماء الجرح والتعديل بين التوثيق والتضعيف، وانتقدوا عليه الإكثار من روايته عن العوام والمجهولين. قال عبد الله بن المبارك: «كان صدوقا ولكنه كان يكتب عمن أقبل وأدبر.»  وكان معروفاً بالتدليس عن الضعفاء. قال ابن حبان: «دخلت حمص وأكثر همي شأن بقية فتتبعت حديثه وكتبت النسخ على الوجه وتتبعت ما لم أجد بعلو من رواية القدماء عنه فرأيته ثقة مأمونا ولكنه كان مدلسا». قال ابن رجب الحنبلي: «ومع ذلك فإنه إذا حدّث عن الرواة الثقات المعروفين ولم يدلّس فإن حديثه عن أهل الشام  يكون جيداً وأما رواياته عن أهل الحجاز وأهل العراق فكثيرة المخالفة لروايات الثقات». قال ابن خلفون: «لم يُتكلَّم فيه من قبل حفظه ولا مذهبه، إنما تكلموا فيه من قبل تدليسه وروايته عن المجهولين.» والمقرر عند علماء الرجال أنه كان ثقة في روايته عن الثقات وكان ضعيف الرواية عن غير الثقات.، قال ابن أبي خيثمة: سئل يحيى بن معين عن بقية فقال: «إذا حدث عن الثقات مثل صفوان بن عمرو وغيره فاقبلوه أما إذا حدث عن أولئك المجهولين فلا.»، وإذا قال في حديثه: (حدثنا) أو (أخبرنا) فهو ثقة كما ذكر ذلك النسائي.
ذكر المؤرخون أنه كان يتّصف بحسن الخلق والكياسة كما كان فيه ظرف ودعابة. وكان يبجّل شعبة بن الحجاج ويذاكره الفقه.

## أقوال العلماء فيه
- قال العقيلي: «صدوق اللهجة، إلا أنه يأخذ عمن أقبل وأدبر.»[8]
- وقال عثمان بن سعيد الدارمي:« قلت ليحي: فبقية كيف حديثه؟ قال: ثقة.»[8]
- وقال سعيد بن عثمان: «سألت محمد ابن عبد الله السكري عن بقية؟ فقال: ثقة، يحدث عن الضعفاء، فما حدث عن الثقات فهو صحيح.»[8]
- وقال العجلي: «ثقة ما روى عن المعروفين، وما روى عن المجهولين فليس بشيء.»[13]
- وقال يحيى بن معين، وأبو زرعة، وغيرهما: «إذا روى عن ثقة فهو ثقة حجة.»[11]
- وقال النسائي: «إذا قال: حدثنا وأخبرنا، فهو ثقة، وإن قال: (عن) فلا.»[11]
- وقال يعقوب بن شيبة: «بقية: ثقة، حسن الحديث إذا حدث عن المعروفين، ويحدث عن قوم متروكي الحديث، وضعفاء، ويحيد عن أسمائهم إلى كناهم، وعن كناهم إلى أسمائهم.»[14]
- وقال أبو زرعة: «بقية عجب، إذا روى عن الثقات، فهو ثقة، ويحدث عن قوم لا يعرفون، ولا يضبطون. وقال: ما له عيب، إلا كثرة روايته عن المجهولين.»[14]
- وقال أبو أحمد بن عدي: «يخالف في بعض روايته الثقات، وإذا روى عن أهل الشام، فإنه ثبت، وإذا روى عن غيرهم، خلط، وإذا روى عن المجهولين، فالعهدة منهم، لا منه، وهو صاحب حديث، يروي عن الصغار والكبار، ويروي عنه الكبار من الناس.»[14]
- وقال الذهبي: «الحافظ، العالم، محدث حمص، أحد المشاهير الأعلام.»[14]

## شيوخه وتلاميذه
- شيوخه ومن روى عنهم:

روى عن أنس بن عياض ومحمد بن زياد الألهاني وصفوان بن عمرو وحريز بن عثمان والأوزاعي وابن جريج ومالك والزبيدي ومعاوية بن يحيى الصدفي ومعاوية بن يحيى الطرابلسي وأبي بكر بن أبي مريم وخلق كثير.
- تلاميذه ومن روى عنه:

روى عنه ابن المبارك وشعبة والأوزاعي وابن جريج وهم من شيوخه والحمادان وابن عيينة وهو أكبر منه ويزيد بن هارون ووكيع وإسماعيل بن عياش والوليد بن مسلم وهم من أقرانه وإسحاق بن راهويه وحيوة بن شريح وداود بن رشيد وعيسى بن المنذر الحمصي وعلي بن حجر وابنه عطية بن بقية وهشام بن عمار ويزيد بن عبد ربه وكثير بن عبيد وجماعة آخرهم أبو عتبة أحمد بن الفرج الحمصي.